# Carrer del Duc
El carrer del Duc és una via urbana de Barcelona que transcorre entre els carrers de la Portaferrissa i de la Canuda.

## Història
El juny del 1856, Josep Martí i Fàbregas va presentar el projecte d'obertura d'un carrer, que duria el nom de les Delícies, per a comunicar els de la Portaferrissa i de la Canuda a través dels terrenys de la casa Gralla, que va adquirir a Luis Tomás Fernández de Córdoba y Ponce de León, duc de Medinaceli. Tot seguit, Martí Fàbregas va presentar el projecte dels edificis núms. 12 i 14 i 16, obra del mestre d'obres Pere Casany.
El 1857, l'Ajuntament de Barcelona va batejar el nou carrer com a Duque de la Victoria, en honor al general Espartero, nom que mantindria fins al 2007, quan va escurçar-lo a l'actual. L'Ateneu Barcelonès hi havia proposat el nom de Francesc Pujols, que l'Ajuntament va aplicar al passatge que el comunica amb la plaça de la Vila de Madrid i que fins aleshores havia dut el mateix nom que el carrer. Aquest fou obert a partir del 1946 als jardins del Palau del Marquès de Camps, enderrocat el 1961 per a la construcció d'un bloc d'habitatges promogut per la immobiliària Urbana de Edificios SA (URDESA) i projectat per l'arquitecte Albert Argimon.

## Número 14, Agrupació Fotogràfica de Catalunya
Al primer pis del número 14 hi ha la seu de l'Agrupació Fotogràfica de Catalunya, la més antiga de l'Estat espanyol. L'associació fou constituïda el 1923 en un petit local del carrer d'Aribau, i un any després va passar a l'edifici actual, on posteriorment va adquirir dues plantes més.

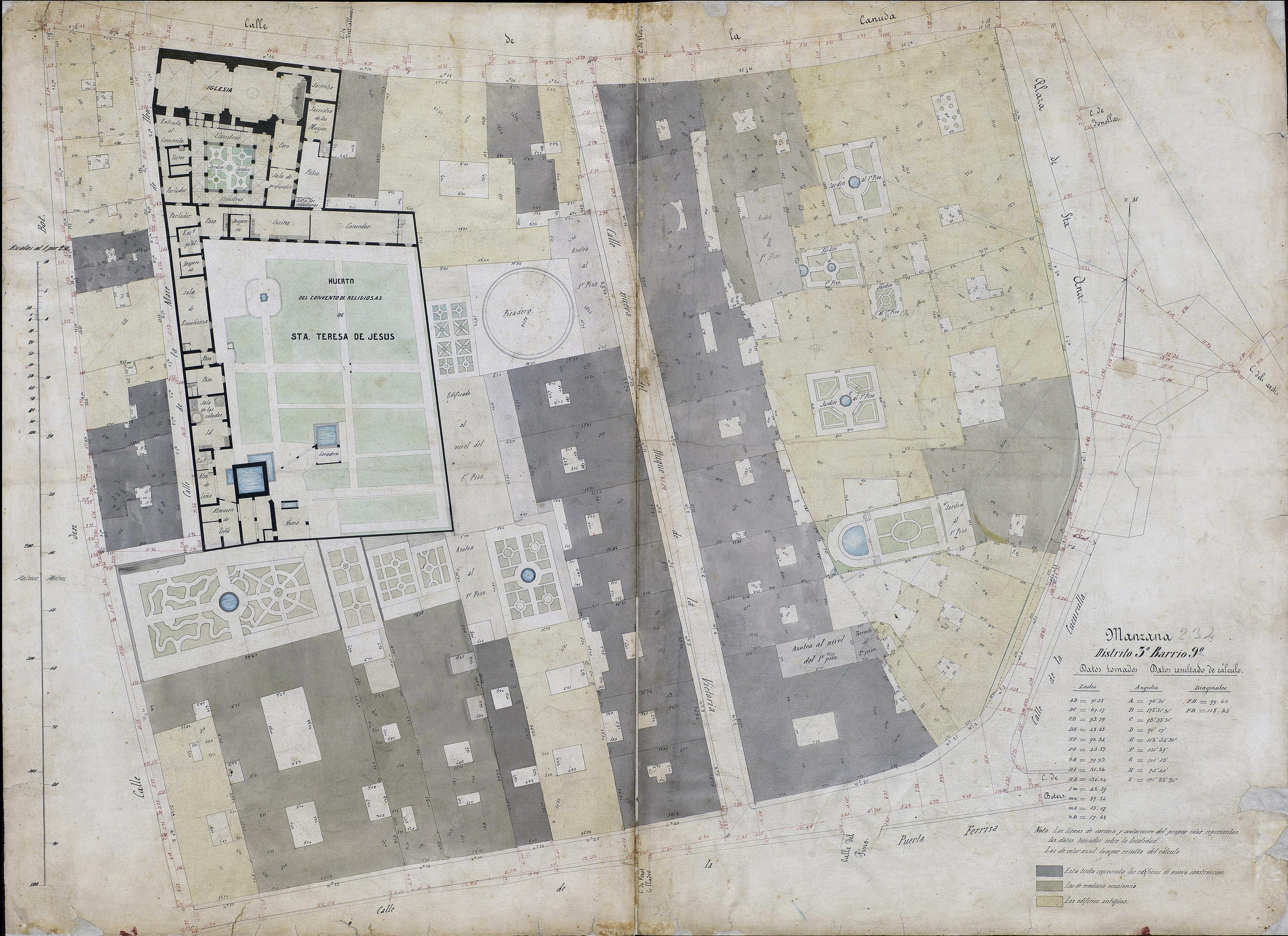
Quarteró núm. 64 de Garriga i Roca (c. 1860)